# Microsoft Office SharePoint Designer
Microsoft Office SharePoint Designer – program firmy Microsoft do tworzenia stron internetowych. SharePoint Designer jest następcą programu FrontPage. Jest osobnym programem z rodziny Microsoft Office 2007 oraz Microsoft Office 2010 i nie wchodzi do żadnej z ośmiu wersji pakietu. Program pracuje w trybie graficznym (WYSIWYG), ale daje też dostęp do kodu źródłowego dokumentu, pozwalając redagować kod ręcznie, z użyciem znaczników HTML.
Analogicznym projektem Microsoftu do Microsoft Office SharePoint Designer jest Microsoft Expression Web.
Od dnia 1.04.2009 Microsoft zdecydował się na udostępnienie Microsoft Office SharePoint Designer 2007 bez pobierania opłat, a dla dotychczasowych użytkowników programu udostępnił Microsoft Expression Web za darmo.

## Szczegóły
Sharepoint Designer jest wsparciem dla technologii Sharepoint, ponieważ pozwala na komunikację z Microsoft Office SharePoint Server lub z Sharepoint Services 3.0. Dzięki temu można modyfikować komponenty strony, witryny lub portalu, używając narzędzi podobnych do tych, jakie są dostępne w pakiecie Microsoft Office. Narzędzie pozwala na tworzenie rozwiązań bez pisania kodu, zatem niepotrzebna jest wiedza programistyczna. Jednakże oferowane zaplecze programistyczne w postaci Visual Studio pozwala na stworzenie dowolnego rozwiązania w ASP.NET. Jako następca aplikacji FrontPage Designer pozwala także na tworzenie stron lub witryn nie związanych z technologią Sharepoint.
Sharepoint Designer między innymi pozwala na:
- tworzenie powiązanych zadań wywoływanych zdefiniowaną akcją (przepływy pracy (ang. workflows))
- komunikację ze źródłami danych, takimi jak XML Web Services, bazami danych oraz portalami w technologii Sharepoint
- kontrolę, jak inni użytkownicy używają narzędzia Sharepoint Designer
- tworzenie widoków oraz innych reprezentacji graficznych na zewnętrznych danych (Business Data Catalog - BDC)
- tworzenie prototypów rozwiązań do zebrania wymagań użytkownika
- wsparcie dla zarządzania dokumentacją, współpracą w zespole i spotkań
- zestaw szablonów raportów pokrywających duży zakres potrzeb użytkownika
- zestaw szablonów graficznych dla istniejących oraz nowo tworzonych witryn
- zaawansowane edytowanie arkuszy stylów CSS.